# El prisionero trece
El prisionero trece  ist ein Filmdrama des mexikanischen Regisseurs Fernando de Fuentes aus dem Jahr 1933. Der Film spielt zur Zeit der Mexikanischen Revolution und verhandelt das Verhalten eines trunksüchtigen Colonels, der in einem Traum seinen eigenen Sohn exekutieren lässt. Mit El compadre Mendoza aus demselben Jahr und Vámonos con Pancho Villa aus dem Jahr 1935 bildete El prisionero trece die Revolutionstrilogie von de Fuentes. Der Film wurde von der Gesellschaft Compañía Nacional Productora de Películas produziert.

## Handlung
Der alkoholkranke Colonel Julián Carrasco wird von seiner Ehefrau Marta mit ihrem Sohn Juan verlassen. Die Zeit vergeht und Juan wird zu einem jungen Erwachsenen und hat eine Geliebte Lola. Als ein inhaftierter Aufständischer hingerichtet werden soll, akzeptiert der Colonel ein Bestechungsgeld und lässt ihn frei. Er muss jedoch nun einen anderen hinrichten lassen und wählt zufällig seinen eigenen Sohn Juan aus, den er nicht wiedererkennt.  Sowohl seine Ehefrau Marta als auch die Geliebte Lola suchen den Colonel auf und informieren ihn über die wahre Identität des ausgesuchten Opfers. Aber es ist zu spät, um vor der Hinrichtung das Opfer auszutauschen, so dass Juan exekutiert wird. Dann stellt sich jedoch heraus, dass es sich bloß um einen durch den übermäßigen Alkoholkonsum hervorgerufenen Alptraum handelte, und Colonel Carrasco schwört dem Alkohol ab.

## Hintergrund
Das Ende von El prisionero trece, an dem sich herausstellt, dass es sich bloß um einen Traum handelt, war ein Zugeständnis an die Zensur der mexikanischen Regierung. Der Filmwissenschaftler Emilio García Riera führte aus, dass diese Veränderung dazu führt, dass der Colonel voraussehend sein muss, da die Rahmenhandlung vor der Revolution angesetzt ist und er in seinem Traum diese vorhersieht wie auch die Rolle, die Adolfo de la Huerta in ihr spielt. Von El prisonero trece wurde 1950 die Neuverfilmung Sentenciado a muerte gedreht.